# Ke Chien Kuan
Ke Chien Kuan ( 1913 - ) es un botánico chino, que ha trabajado extensamente en el "Instituto de Botánica", de la Academia China de las Ciencias.

## Algunas publicaciones

### Libros
- 1979. Angiospermae: Dicotyledoneae ; Nymphaeceae, Ceratophyllaceae, Eupteleaceae, Trochodendraceae, Ceridiphyllaceae, Ranunculaceae. Volumen 27 de Flora Reipublicae Popularis Sinicae. Ed. Kexue Chubanshe. 664 pp.

- La abreviatura «K.C.Kuan» se emplea para indicar a Ke Chien Kuan como autoridad en la descripción y clasificación científica de los vegetales.[1]